# Levente Szuper
Levente Szuper (* 11. června 1980 Budapešť, Maďarsko) je bývalý maďarský hokejový brankář, reprezentant své země.

## Kariéra

### Klubová kariéra
S hokejem začínal v Budapešti za Ferencvárosi TC, jako junior hrával také za Krefeld Pinguine. V roce 1998 odešel do Kanady a odehrál dvě sezóny za Ottawa 67’s v Ontario Hockey League. V roce 2000 byl draftován ve čtvrtém kole týmem Calgary Flames. Aktivně do hry v NHL nikdy nezasáhl, v sezóně NHL 2002/2003 v době zranění Romana Turka dělal náhradníka Jamie McLennanovi. Stal se tak prvním maďarským hokejistou, který byl zařazen na soupisku týmu NHL. Jinak v letech 2000 až 2003 hrával za Saint John Flames v AHL, s nimiž v roce 2001 vybojoval Calderův pohár. V roce 2004 se vrátil do Evropy a vystřídal několik klubů, limitovala jej zranění. Hrál například italskou ligu za Asiago Hockey, v Německu nastupoval za EV Duisburg Die Füchse a v sezóně 2009/2010 za Hannover Scorpions, se kterými vybojoval německý titul. Od října 2010 působil opět v zámoří – smlouvu podepsal s Arizona Sundogs v  nižší Central Hockey League. Během sezóny 2011/2012 byl vyměněn do Missouri Mavericks, za které ale nastoupil k jedinému utkání, než se rozhodl odejít do Kazachstánu, kde po sezóně ukončil klubovou kariéru.

### Reprezentační kariéra
Maďarsko reprezentoval již jako osmnáctiletý v kategorii C mistrovství světa 1998. V roce 2008 pomohl vybojovat historický postup Maďarska do elitní kategorie mistrovství světa po sedmdesáti letech, kde také v roce 2009 reprezentoval.